# (2487) Juhani
(2487) Juhani (1940 RL) – planetoida z pasa głównego asteroid okrążająca Słońce w ciągu 3,71 lat w średniej odległości 2,4 au. Została odkryta 8 września 1940 roku przez Heikki Alikoskiego.